# Kotlearivka, Cernihivka
Kotlearivka (în ucraineană Котлярівка) este un sat în așezarea urbană Cernihivka din raionul Cernihivka, regiunea Zaporijjea, Ucraina.

## Demografie
Componența lingvistică a localității Kotlearivka
     Ucraineană (100%)
Conform recensământului din 2001, toată populația localității Kotlearivka era vorbitoare de ucraineană (100%).